# Édouard Meunier
Édouard Meunier (* 1894; † unbekannt) war ein französischer Radrennfahrer.

## Sportliche Laufbahn
Meunier war im Bahnradsport aktiv und Teilnehmer der Olympischen Sommerspiele 1924 in Paris. Bei den olympischen Wettbewerben im Bahnradsport startete er im Punktefahren. Er schied im Vorlauf aus. 1928 war er für eine Saison Berufsfahrer.